# Zawierzbie (Podleszany)
Zawierzbie – część wsi Podleszany w Polsce położona w województwie podkarpackim, w powiecie mieleckim, w gminie Mielec.
W latach 1975–1998 miejscowość administracyjnie należała do województwa rzeszowskiego.